# Concours national de paroliers
Chaque année, cinq lauréats du Concours national de paroliers de langue française sont retenus sur environ 2 000 textes en provenance d'auteurs d'un bout à l'autre du Canada, soumis à un jury présidé par de grands noms de la chanson francophone, notamment : Daniel Lavoie, Luc De Larochellière, Robert Léger (de Beau Dommage), etc.
Le Concours national de paroliers de langue française prend place depuis 1998 dans le cadre de la Journée de l'Hymne au printemps. Cette journée a été mise sur pied dans le but de rendre hommage à Félix Leclerc, tout en assurant la promotion de la chanson d'expression française partout au Québec et dans toute la francophonie. 

## Lauréats
2010 : Suzanne Gagnon, Lara Hurni, Diane Audet, Flôrilène Loupret, Paul Karazivan
2009 : André McNicoll, Andrée Caya, Suzanne Gagnon, Félix Aliboux, Diane Audet
2008 : Charly Bouchara, Catherine Lalonde, Michel Saint-Sauveur, Nathalie Déry, Pierre René de Cotret.
2007 : Alain Hontoy (Alain.Hontoy@live.ca)  , Marc-André Lapointe, Lisbeth Croteau, Véronique Bellemare Brière, Michel Breuleux.